# Марано Вичентино
Марано Вичентино (итал. Marano Vicentino) је насеље у Италији у округу Виченца, региону Венето.
Према процени из 2011. у насељу је живело 9084 становника. Насеље се налази на надморској висини од 137 м.

## Становништво
Према резултатима пописа становништва 2011. у општини је живело 9.662 становника.
| 1951. | 1961. | 1971. | 1981. | 1991. | 2001. | 2011. |
| ----- | ----- | ----- | ----- | ----- | ----- | ----- |
| 5.430 | 5.917 | 6.927 | 7.643 | 7.898 | 8.879 | 9.662 |